# قلعه دختر شوسف
قلعه دختر شوسف مربوط به دوران‌های تاریخی پس از اسلام است و در شهرستان نهبندان، بخش شوسف، روستای طارق واقع شده و این اثر در تاریخ ۷ مهر ۱۳۸۱ با شمارهٔ ثبت ۶۴۳۴ به‌عنوان یکی از آثار ملی ایران به ثبت رسیده است.